# Tous les deux - Le Folklore américain
Albums de Sheila
Écoute ce disque
(1964) L'Heure de la sortie - Bang-bang
(1966)
Tous les deux - Le Folklore américain est un album studio (et deux chansons) de Sheila sorti en 1965.
La dédicace suivante est mentionnée en exergue au verso de la pochette de l'album : « Tous les deux nous avons décidé de nous aimer quoi qu'il puisse arriver… J'attendrai qu'enfin tu reviennes, je te promets qu'on se retrouvera. Sheila ».
La photo de la pochette est de Guy Arsac.
À noter qu'avant d’être réunies dans un album, les nouvelles chansons sortaient d’abord en 45 tours.

## Liste des titres
1. Tous les deux
2. Devant le juke-box (duo avec Akim)
3. Il fait chaud
4. Toujours des beaux jours
5. À la même heure
6. Il faut se quitter
7. Le folklore américain
8. C'est toi que j'aime
9. Je ris et je pleure
10. Dans la glace
11. Enfin réunis
12. Je n'en veux pas d'autre que toi

Titres en bonus sur le CD sorti en 2007 :
1. Il suffit d'un garçon
2. Tous les deux - Version stéréo
3. Devant Le Juke-Box - If I Didn't Have A Dime Version stéreo - En duo avec Akim
4. Il fait chaudHush - Version stéréo
5. Toujours les beaux jours - I Could Easily Fall - Version stéréo
6. à la même heure - Laugh At Me - Version stéréo
7. Il faut se quitter - Version stéréo
8. C'est toi que j'aime - Version stéréo
9. Je ris et je pleure - Version stéréo
10. Dans la glace Sunglasses - Version stéréo
11. Enfin réunis Count Me In - Version stéréo
12. Je n'en veux pas d'autre que toi - I'll Never Find Another You - Version stéréo
13. Il suffit d'un garçon - Version stéréo
14. Toujours des beaux jours - I Could Easily Fall - Version Japonaise (avec une intro différente)

## Production

### France
- Édition Album original :
  - 33 tours / LP Stéréo  Philips sorti en 1965

- Réédition de l'album :
  - CD  Warner Music 11979125 date de sortie : 2007.

### Etranger
- Édition Album original :
  -  Canada - 33 tours / LP Stéréo  Philips 77742 sorti en 1965
  -  Israël - 33 tours / LP Stéréo  Litratone LIT 12076 sorti en 1965

## Les extraits de l'album
- Toujours des beaux jours / Je ris et je pleure / Je n'en veux pas d'autre que toi / le 4e titre du EP Il suffit d'un garçon n'est pas inclus dans cet album.
- C'est toi que j'aime / Il faut se quitter / Il fait chaud / Enfin réunis.
- Tous les deux / Dans la glace / Le folklore américain / A la même heure.
- Devant le juke-box (extrait du single d'Akim).

## Reprises des chansons issues de l'album
Je n'en veux pas d'autre que toi
- 1965 - Les Missiles
- 1965 - Dominique Michel
- 1965 - Anky

C'est toi que j'aime
- 1965 - Maria Ella
- 1965 - Denise Filiatrault
- 1965 - Dorthe (Sadan er du, Danemark)

Il faut se quitter
- 1965 - Monty (Il faut s'en aller)

Il fait chaud
- 1965 - Maria Ella
- 1965 - Denise Filiatrault
- 1965 - Johnny Dorelli (Italie)

Devant le juke-box (en duo avec Akim)
- 1965- Guy Boucher et Châtelaine
- 1965 - Gilles Dominique et Janie Jurka
- 1966 - Zizi et Carlo
- 1966 - Robert Cogoi
- 1966 - Janine (Vor meiner jukebox, Allemagne)
- 1966 - Gene Pitney (Italie, Espagne)
- 1968 - Irena Kohont (Yougoslavie)
- 1969 - Ron Moody (Royaume-Uni)

Tous les deux
- 1967 - Solange Provost

Dans la glace
- 1966 - Michèle Richard (Verres fumés)

Le Folklore américain
- 1965 - Michèle Richard
- 1966 - Les Milady's
- 1966 - Juliette Gréco
- 1966 - Anne Germain
- 1966 - Stella
- 1966 - Maurice Larcange
- 1966 - Renée Martel
- 1966 - Janie Jurka
- 1975 - Caravelli
- 1997 - Lil White

Autres langues
- 1965 - Kinita (Espagne)
- 1966 - Los 4 de la Torre (Espagne)
- 1966 - Rosalia (Espagne)
- 1966 - Santy (Espagne)
- 1966 - Les New Christy (Royaume-Uni)